# Людмила Новак
Людмила Новак (на словенски: Ljudmila Novak) е словенска политичка и есперантистка от партия „Нова Словения“, председателка на партията в периода от 2008 до 2018 г. Била е евродепутат от Словения в Европейския парламент (2004 – 2009), заместник министър-председател на Словения (2012 – 2013), кметица на село Моравче в Словения (2002 – 2006).

## Биография
Родена е на 1 август 1959 г. в град Марибор, СР Словения, СФРЮ. Учи словенски и немски език в Мариборския университет. От 1982 до 2001 г. работи като учител в училище, първо в град Мурска Собота, след това във град Вишня Гора и накрая в село Моравче.
През 2001 г. започва да се занимава с политика. През 2002 г. е избрана за кмет на село Моравче, и става член на Изпълнителния съвет на партия „Нова Словения“. През 2004 г. е избрана депутат в Европейския парламент. Като член на Европейската народна партия тя е избрана за член на Комисията по култура и образование. През 2022 г. тя се присъединява към Анкетната комисия за разследване на използването на Pegasus и еквивалентен шпионски софтуер за наблюдение. Става и заместник в комисията по регионално развитие, член на делегацията в Съвместната парламентарна асамблея между Европейския съюз и страните от Африка, Карибите и Тихия океан, и заместник в делегацията за връзки с междудържавното обединение Меркосур.
След парламентарните избори в Словения през 2008 г., когато партия „Нова Словения“ не успява да спечели никакви места в Държавният сбор (долната камара на словенския парламент), тя е избрана за председател на партията. На парламентарните избори в Словения през 2011 г. партията спечели 4 места в Държавният сбор.
От младежките си години изучава и практикува езика есперанто. През 2007 г. участва в 7-ия конгрес на Европейския есперантски съюз в Марибор, Словения. На 21 януари 2009 г. тя представя на Европейския парламент в комисията по култура (под знака PE 416.668v01-00) в рамките на дебата и становището относно многоезичието на Васко Граса Моура, три предложения за промяна в член 4, засягащи есперанто.